# 시스 드레스

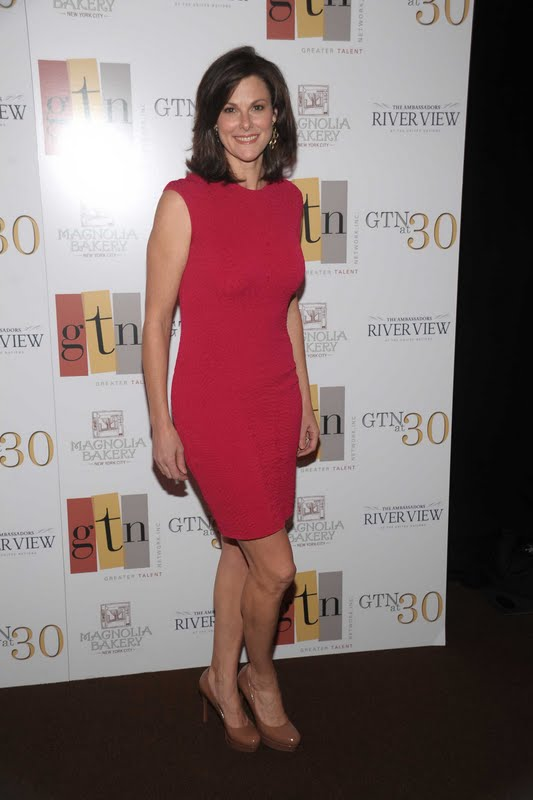
시스 드레스를 입은 앵커 캠벨 브라운.

시스 드레스(Sheath dress)는 신체에 맞춰 체형을 드러내게 디자인된 드레스이다. 칵테일 드레스나 기타 무도회 드레스들과는 달리, 시스 드레스는 보통 무릎이나 허벅지 반절 정도 오는 길이이다.
전직 미국의 영부인 미셸 오바마와 재클린 케네디 오나시스, 그리고 영국의 케임브리지 공작부인 캐서린이 즐겨 입는 것으로 유명하다.

## 같이 보기
- 칵테일 드레스